# Kostel svatého Mikuláše a Václava (Pouzdřany)
Kostel svatého Mikuláše a Václava je římskokatolický chrám v Pouzdřanech v okrese Břeclav. Jde o farní kostel římskokatolické farnosti Pouzdřany. Je chráněn jako kulturní památka.
Kostel postavený v letech 1490–1520 je stylově čistým příkladem pozdně gotické architektury jihomoravského venkova. Hodnota stavby spočívá v řadě autentických stavebních detailů a výzdoby, a to včetně unikátně dochovaného krovu.
Jde o trojlodní stavbu s kněžištěm, ukončeným pěti stranami osmiúhelníku, a obdélníkovou sakristií při severní straně kněžiště. Kostel má zděnou kruchtu a konvexně zprohýbanou jehlancovou věž v západním průčelí. Nad sakristií se nachází oratoř. Kněžiště je zaklenuto valenou klenbou.
Obrazy a oltáře jsou dílem mikulovského sochaře Ignáce Lengelachera z poloviny 18. století. Na vnější zdi presbytáře je mramorový náhrobek majitele pouzdřanského statku Volfa Kryštofa z Lichtenštejna z roku 1553, se znakem rodu ve spodní části.

## Galerie

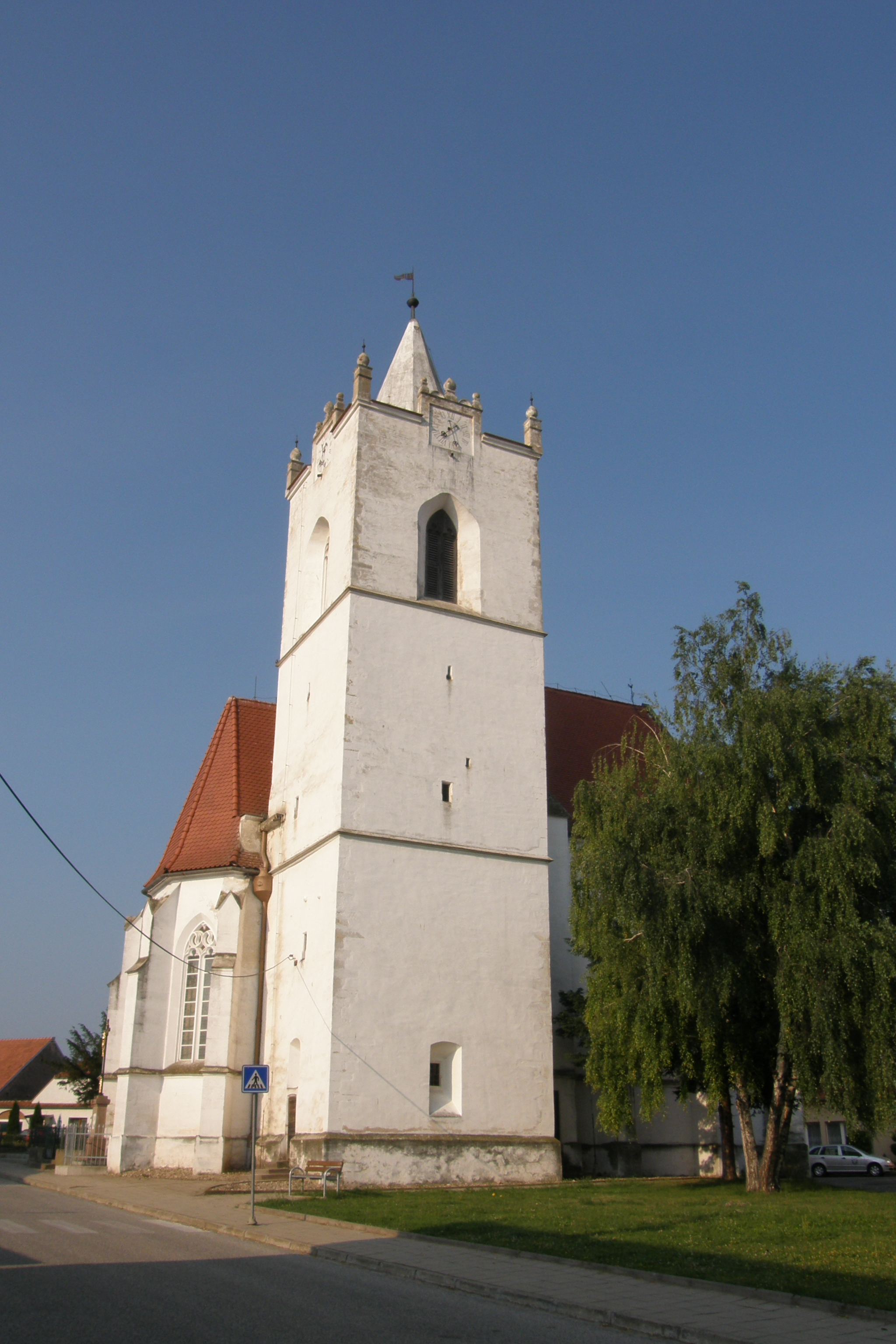
věž, pohled od severu
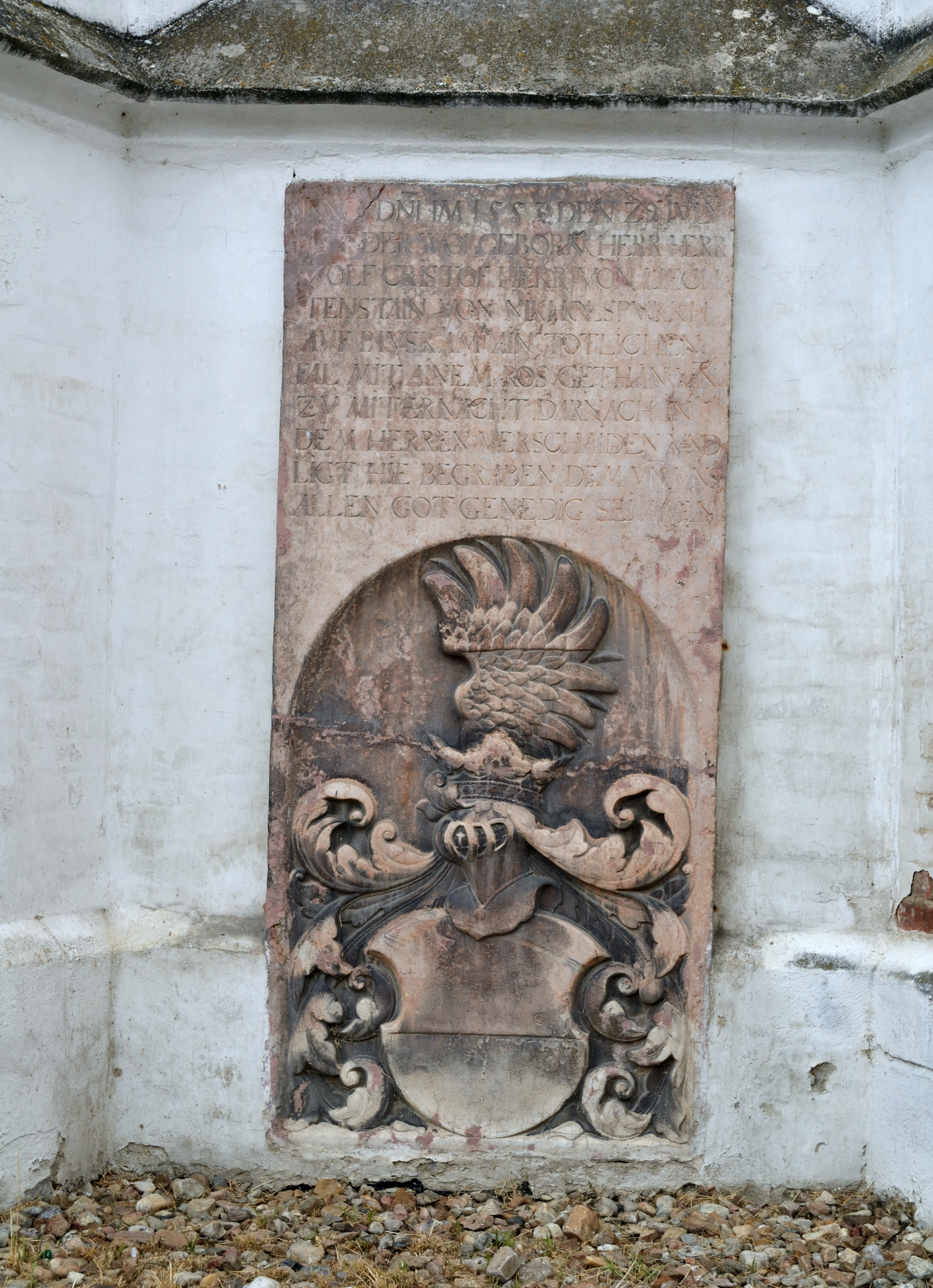
náhrobník Volfa Kryštofa z Lichtenštejna
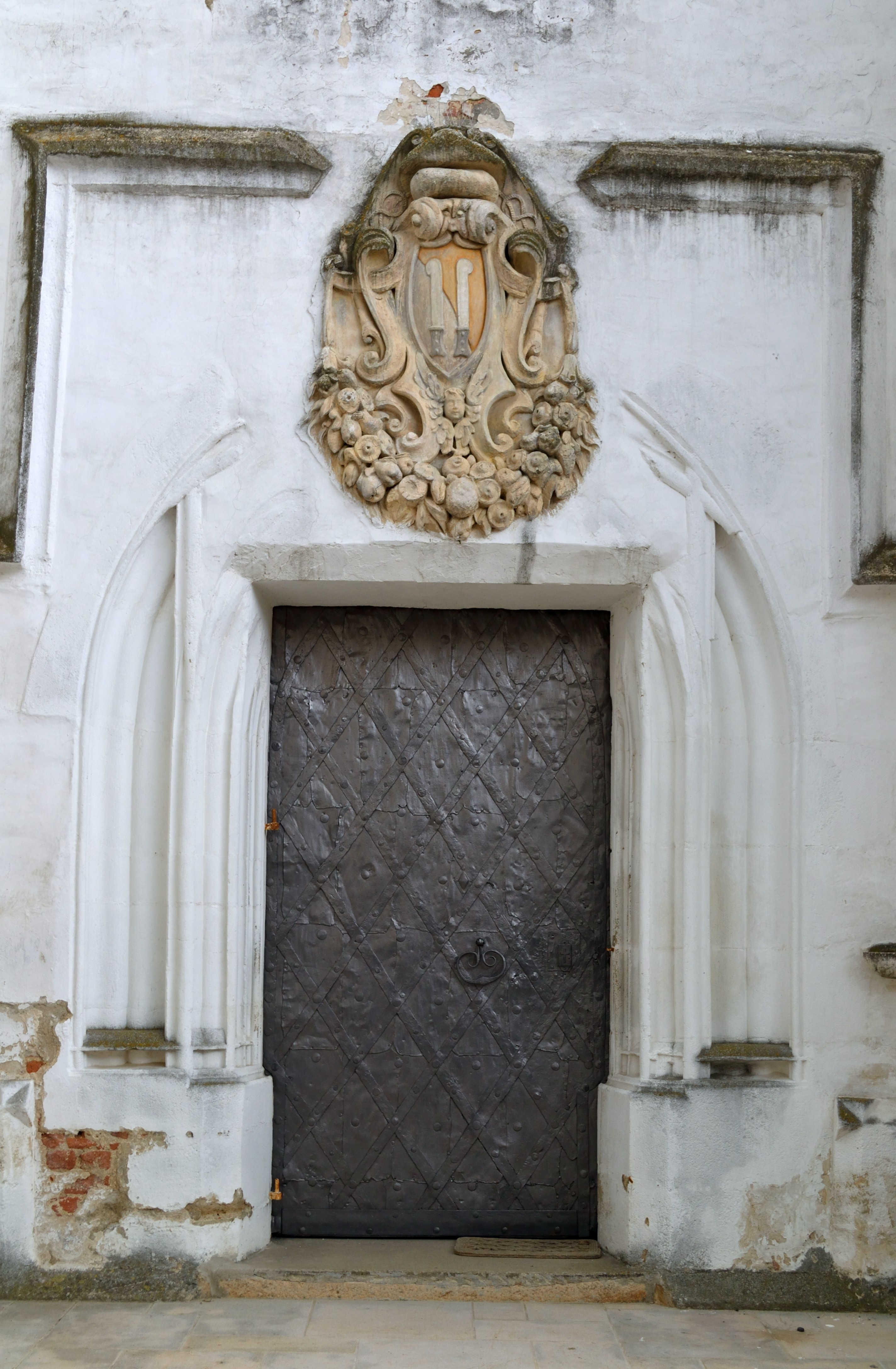
vchod v západním průčelí lodi. Nad ním kartuš s erbem rodu Ditrichštejnů
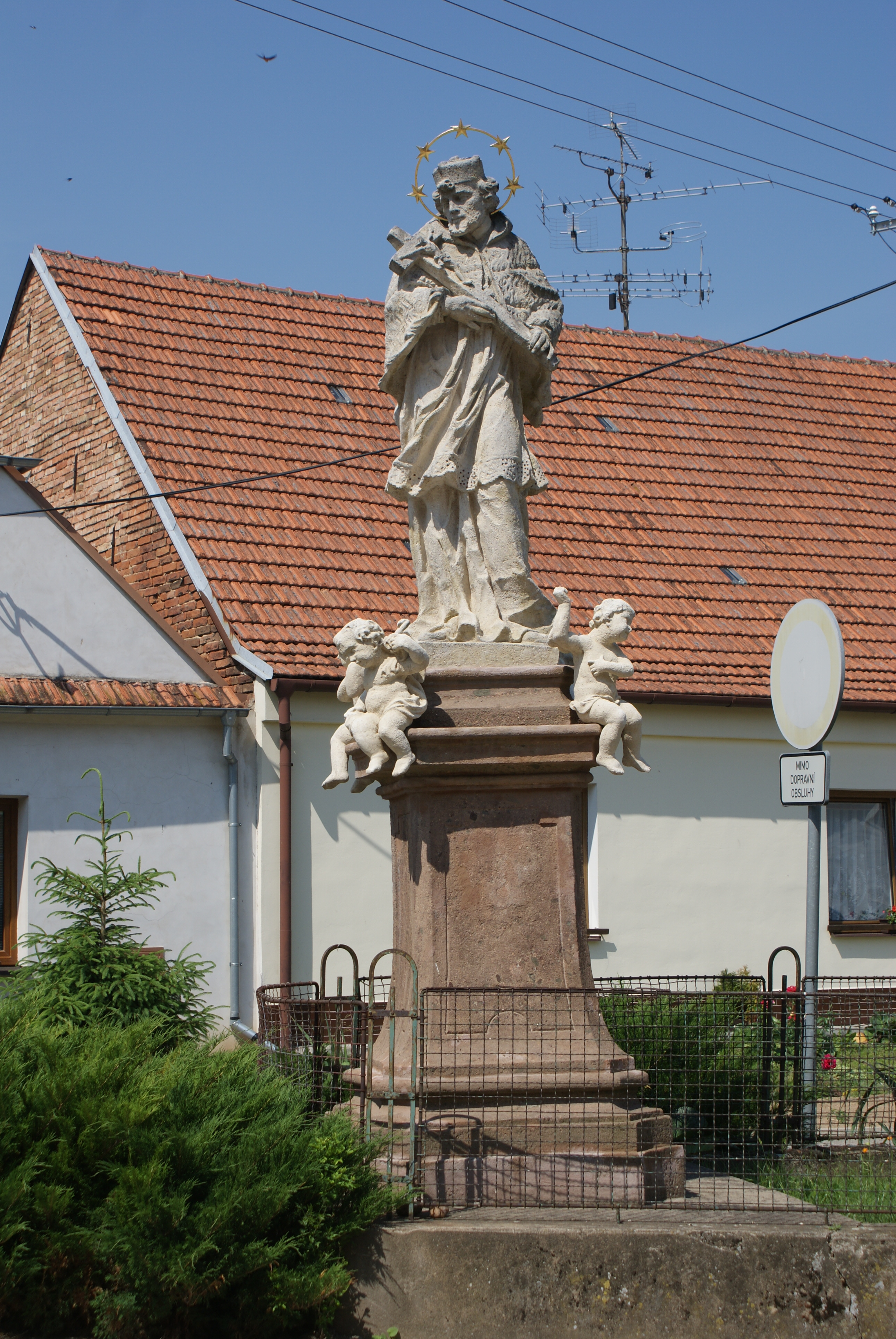
barokní socha sv. Jana Nepomuckého z první poloviny 18. století